# Another Kind of Blues
Albums de UK Subs
Brand New Age
(1980)
Another Kind of Blues est le premier album studio du groupe punk anglais UK Subs. Il est sorti au Royaume-Uni le 14 septembre 1979 sur GEM Records, une filiale de RCA. Il est considéré comme un classique de l'ère punk.

## Historique
Le style de musique emprunte beaucoup au blues et au rock'n'roll, mais a été imprégné d'une grande partie de l'énergie et des commentaires sociaux qui façonnaient la scène punk rock au sens large.
Les critiques étaient divisées sur les mérites de l'album. Ecrivant pour le New Musical Express, Charles Shaar Murray a décrit l'album comme étant "aussi appétissant que le sachet de thé laissé à sécher sur la soucoupe", tandis que dans Sons, Garry Bushell a attribué cinq étoiles à l'album et l'a appelé "une tranche presque parfaite de bon moment punk à haute énergie. "
Les 20 000 premiers exemplaires ont été imprimés sur vinyle bleu et l'album a atteint le numéro 21 des charts britanniques.
Les UK Subs ont sorti 26 albums officiels, chacun commençant par une lettre différente de l'alphabet. Leur plus récent, Ziezo, est sorti en 2016.
Le titre de l'album est une allusion à Kind of Blue de Miles Davis, sorti 20 ans avant cet album (1959).

## Liste des chansons
- Toutes les chansons ont été écrites par Nicky Garratt and Charlie Harper, exception faites lorsque précisé[5].

| No  | Titre               | Auteurs                                 | Durée |
| --- | ------------------- | --------------------------------------- | ----- |
| 1.  | "C.I.D."            | Harper, Richard Anderson                | 2:10  |
| 2.  | "I Couldn't Be You" | John B. Presley; arranged by Harper     | 2:06  |
| 3.  | "I Live in a Car"   | Harper, Garratt, Paul Slack, Rory Lions | 1:36  |
| 4.  | "Tomorrows Girls"   | Harper                                  | 2:24  |
| 5.  | "Killer"            | Harper, Garratt, Slack                  | 1:28  |
| 6.  | "World War"         |                                         | 1:06  |
| 7.  | "Rockers"           |                                         | 3:15  |
| 8.  | "I.O.D."            |                                         | 1:22  |
| 9.  | "T.V. Blues"        | Harper, Garratt, Slack                  | 2:08  |
| 10. | "Blues"             |                                         | 1:50  |
| 11. | "Lady Esquire"      |                                         | 1:50  |
| 12. | "All I Wanna Know"  | Harper, Garratt, Slack                  | 1:48  |
| 13. | "Crash Course"      | Harper, John McCoy, Garratt             | 1:40  |
| 14. | "Young Criminals"   |                                         | 2:18  |
| 15. | "B.I.C."            |                                         | 1:35  |
| 16. | "Disease"           |                                         | 1:25  |
| 17. | "Stranglehold"      | Harper                                  | 2:26  |

## Membres
UK Subs
- Charlie Harper - chant principal, harmonica
- Nicky Garratt - guitare, chœurs
- Paul Slack - basse
- Pete Davies - batterie

Personnel supplémentaire
- Bob Broglia - ingénieur du son
- Paul "Chas" Watkins et Bob Broglia - ingénieurs mixeurs
- Hothouse - roadie
- Paul Canty, Yuka Fujii et Tony MacLean - photographie